# 卷耳
卷耳（学名：Cerastium arvense）是石竹科卷耳属的植物。分布于日本、朝鲜、哈萨克、北美、中欧、蒙古、北欧、俄罗斯、北极以及中国大陆的宁夏、四川、内蒙古、陕西、青海、山西、河北、甘肃、新疆等地，生长于海拔1,200米至2,600米的地区，一般生于高山草地、林缘以及丘陵区，目前尚未由人工引种栽培。

## 异名
- Cerastium arvense L. var. angustifolium Fenzl
- Cerastium arvense L. var. glabellum (Turcz.) Fenzl